# 1559
1559 (MDLIX) je bilo navadno leto, ki se je po julijanskem koledarju začelo na nedeljo.

## Dogodki
- ločitev anglikanske cerkve in Vatikana
- začetek puritanstva

## Rojstva
- 14. maj - Nurhaci, ustanovitelj džurčenske  dinastije Kasnejši Džin († 1626)

## Smrti
- 2. januar - Kristijan II. Danski, kralj Danske, Švedske in Norveške (* 1481)
- 15. september - Izabela Jagelo, poljska princesa in ogrska kraljica (* 1519)
- 25. september - Mircea V. Pastir, vlaški knez (* ni znano)